# Grabie (powiat krakowski)
Grabie – wieś w Polsce położona w województwie małopolskim, w powiecie krakowskim, w gminie Skawina.
W latach 1975–1998 miejscowość należała administracyjnie do województwa krakowskiego.
| SIMC    | Nazwa        | Rodzaj    |
| ------- | ------------ | --------- |
| 0334913 | Dół          | część wsi |
| 0334920 | Dział        | część wsi |
| 0334936 | Góra         | część wsi |
| 0334942 | Podjasienie  | część wsi |
| 0334959 | Skotnica     | część wsi |
| 0334965 | Wierzbanówka | część wsi |

Nazwa wsi wywodzi się prawdopodobnie od grabów, rosnących niegdyś na tym terenie. Stał tu kiedyś drewniany kościół z 1742 roku. We wsi jest szkoła z 1935 roku i stara, zabytkowa kuźnia. Jeździ tu autobus MPK 295
.
W tym miejscowości znajdują się 3 zabytkowe kapliczki:
- we wschodniej części wsi znajduje się kapliczka Matki Bożej z Dzieciątkiem, która została wybudowana pod koniec XIX wieku,
- w centralnej – znajduje się kapliczka Chrystusa Cierniem Koronowanego, powstała ok. 1900 roku,
- w południowej – stoi kapliczka Matki Bożej Kalwaryjskiej, którą postawiono w pierwszej połowie XX wieku.